# Somit

Somiten (rot) in einem menschlichen Embryo (Rückenansicht).

Ein Somit (von lat. somitus) ist ein Segment im Aufbau von Tieren.

## Somiten der Wirbeltiere
In der Embryologie der Wirbeltiere sind die Somiten oder Urwirbel vorübergehende Segmente des Körpers, die zu den Primitivorganen zählen. Die Somiten werden in Kopf-Schwanz-Richtung (craniocaudal) aus dem Mesoderm seitlich der Mittellinie (paraxial) abgeschnürt. Sie liegen daher in zwei Strängen rechts und links der axialen Strukturen Chorda dorsalis und Neuralrohr. Der Somit besteht zunächst aus Epithel mit einem mesenchymalen Hohlraum, dem Somitocoel. Später wird der ventromediale (zur Mitte des Bauches gerichtete) Anteil mesenchymal und als Sklerotom bezeichnet. Der dorsolaterale (zum seitlichen Rücken gerichtete), epithelial gebliebene Anteil wird Dermatomyotom genannt:
- Die Dermatomyotomen differenzieren sich jeweils in ein Dermatom, aus dem die Dermis (Lederhaut) und Subkutis (Unterhaut) hervorgehen und in ein Myotom (von griechisch mys „Muskel“), das Ausgangspunkt für die Rumpf- und Gliedmaßenmuskulatur ist.
- Aus den Sklerotomen gehen u. a. die Wirbel hervor. Dabei findet eine Resegmentierung statt, indem jeweils der hintere Anteil eines Sklerotoms mit dem vorderen des nächsten einen Wirbel bildet. Die Wirbel sind also gegenüber den Urwirbeln um ein halbes Segment verschoben. Die segmentalen Rückenmuskeln, die aus dem Dermatomyotom hervorgehen und nicht resegmentiert werden, setzen dadurch an benachbarten Wirbeln an.

## Gliedertiere
Vor allem bei den Gliedertieren werden unter „Somite“ primär gleichmäßige Körpersegmente verstanden, die normalerweise sklerotisiert (mit Calciumcarbonat (Kalk) imprägniert) sind, wobei Sklerite (Deckplatten aus Chitin) entstehen.